# Diabolik
Diabolik  es una serie italiana de historieta gráfica policíaca de la casa Astorina.
Comenzó en 1962 a partir de una idea de las hermanas Angela y Luciana Giussani, y pronto fue una de las series más famosas de los años 60.

## Argumento
Las autoras presentan a Diabolik como «un hombre con una inteligencia fuera de lo normal y de una audacia que no conoce límites». 
Diabolik es un ladrón con miles de disfraces y con miles de trucos. Gracias a sus especiales máscaras de plástico, es como una especie de camaleón capaz de mimetizarse a su gusto y escapar de los adversarios hasta en situaciones muy peligrosas. 
Similar a Batman, Diabolik utiliza los más modernos descubrimientos de la electrónica y de la medicina; y si a eso se añaden su audacia, su astucia y una envidiable agilidad de acróbata, resulta una serie llena de intriga, con relatos emocionantes y sorpresas sin fin. Diabolik puede transformarse adquiriendo la apariencia de cualquier persona. Emplea los puños, el puñal o invenciones mecánicas; pero armas de fuego, nunca. No tiene el Batmóvil, pero sí su inseparable Jaguar E-Type.

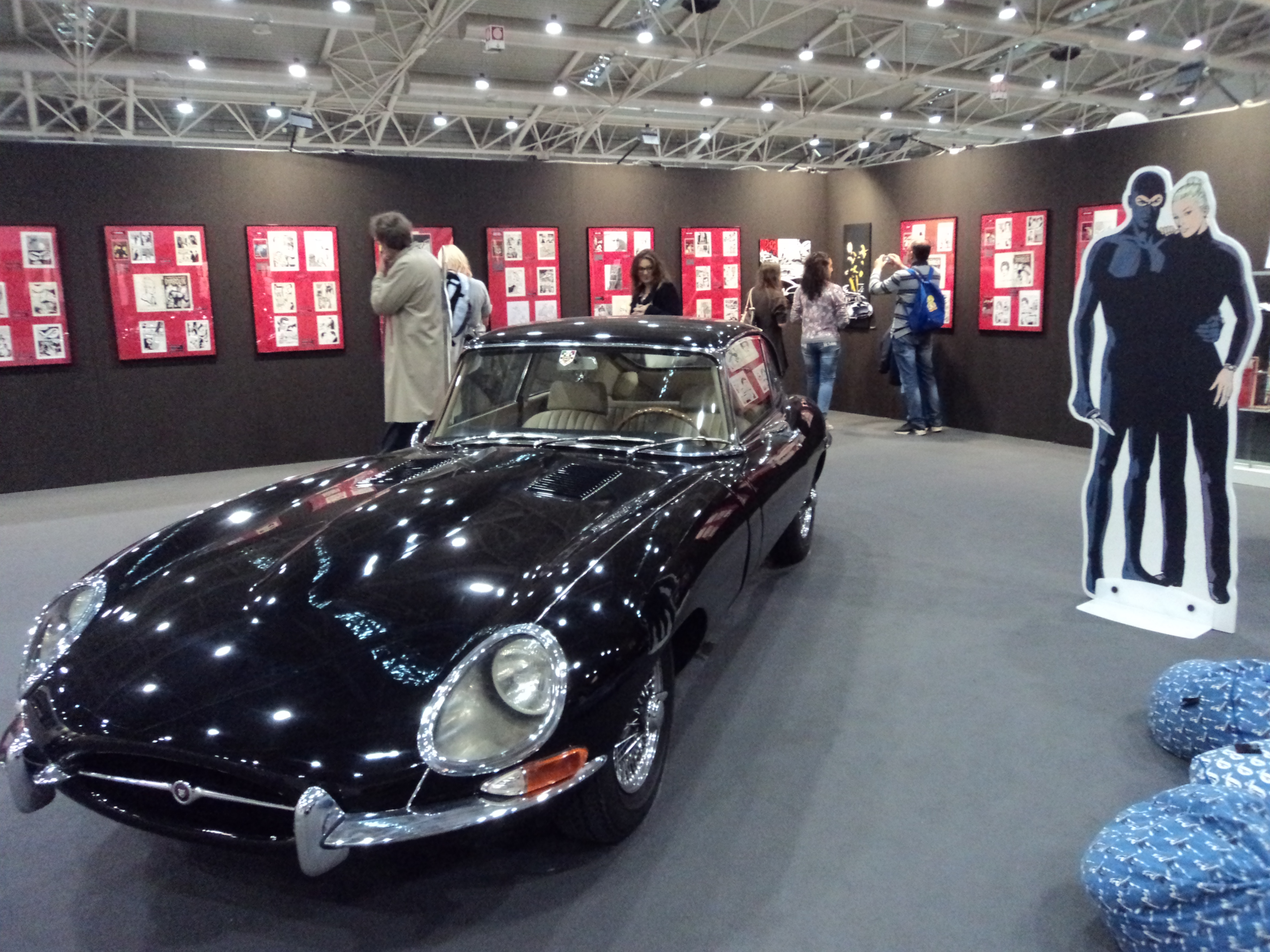
El Jaguar E-Type de Diabolik en la edición del 2015 de la feria romana de historieta Romics; en el lado de la derecha, parecida a un recortable, se ve la pareja formada por Diabolik y Eva Kant.

Su compañera de aventuras es la bonita Eva Kant, amante de la riqueza y, en particular, de las joyas. No se limita a una función pasiva ni secundaria en las aventuras de Diabolik, sino que en muchas aventuras es la protagonista, y también recurre a miles de disfraces (con leotardos o sin ellos).

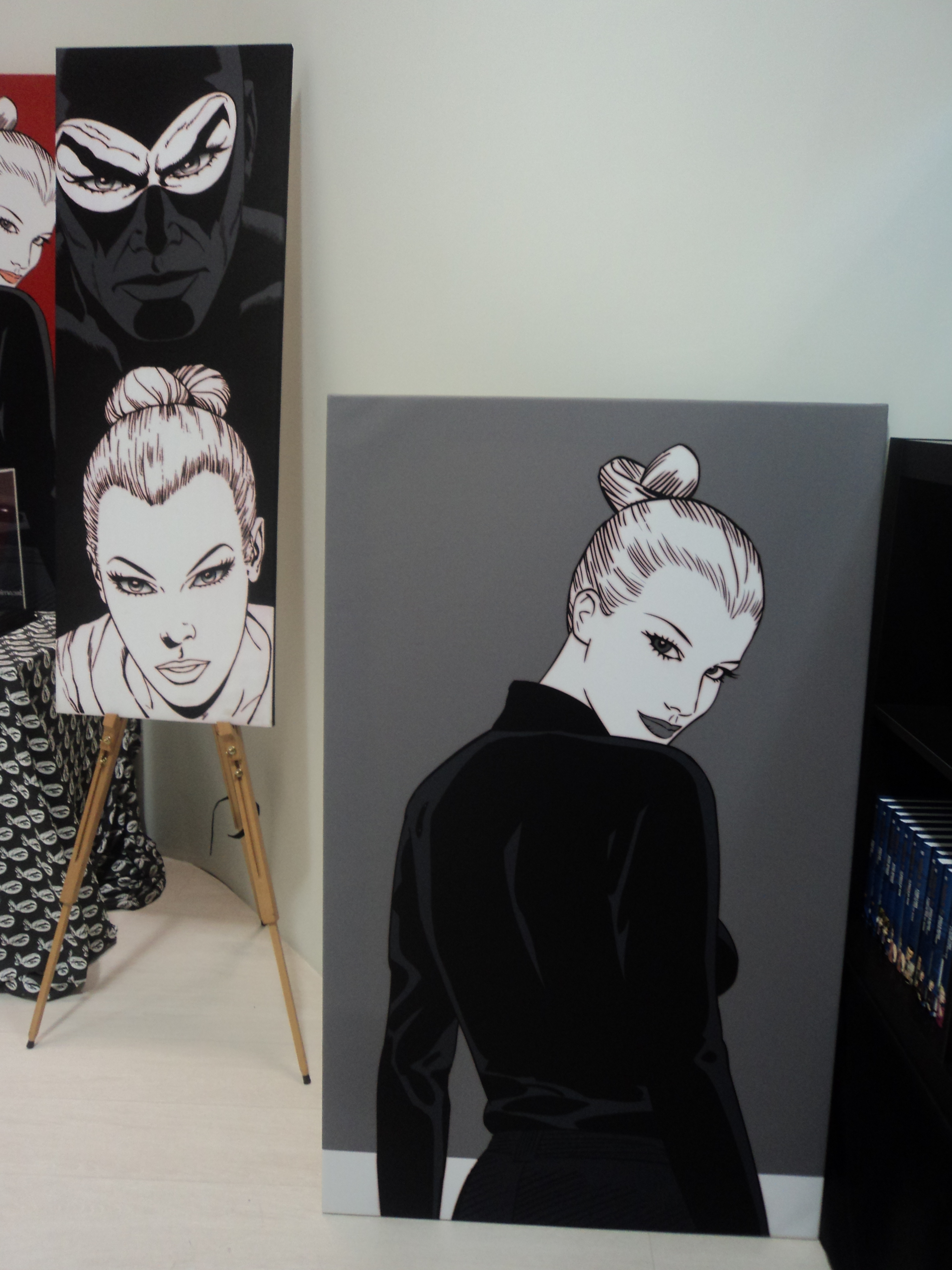
Representaciones de Diabolik y de su compañera: Eva Kant.

El archienemigo de Diabolik es el inspector Ginko, del departamento de homicidios de Clerville. Siempre está a punto de derrotar a Diabolik, y siempre resulta vencido. Pero Ginko es un "malo" anómalo: su moralidad y sus buenos propósitos ennoblecen la propia figura del personaje principal, cuyas acciones, a veces, son "poco limpias". Así como Diabolik tiene a Eva, Ginko tiene a Altea, duquesa de Vallemberg, su eterna prometida; bonita y decidida, en muchas aventuras tiene un rol importante.
La serie Diabolik lleva ya muchos años, y siempre con notable éxito; y no solo en Italia, sino también en otros países. Han trabajado con la serie varios dibujantes; entre ellos, Enzo Facciolo, Gino Marchesi y Lino Jeva.
En 1968, Diabolik fue encarnado por John Phillip Law en una película de Mario Bava.
Pero la atención de las nuevas generaciones la captó una serie de dibujos animados que es coproducción entre Saban International, Ashi Productions, M6, Fox Kids y Mediaset; se comenzó a emitir en 1999, y consta de 40 episodios. Al estar destinada a un público mucho más joven, se modificaron las características de los personajes y algunos detalles: Diabolik es más joven, y no es ladrón para hacerse rico, sino para sustraer dinero o joyas a otros malhechores; el Jaguar ha sido sustituido por un automóvil más moderno; Ginko sigue siendo el archienemigo de Diabolik, pero hay unos cuantos adversarios más. La propiedad de la serie pasó a Disney en 2001 cuando Disney adquirió Fox Kids Worldwide, que también incluye a Saban Entertainment. Pero la serie no está disponible en Disney+.
Diabolik pertenece a la categoría de los antihéroes típicos de este tipo de historietas, en las que los protagonistas se caracterizan por su sadismo y su violencia, en un ámbito en el que se hace mucho hincapié en ella y en el erotismo. En palabras del teórico Oscar Masotta, se trata de un personaje

ideológicamente interesante, en fin, ya que se trata de un genio del mal y del crimen, el que siguiendo las reglas de los héroes del feuilleton francés de principio de siglo, cambia constantemente de disfraz, mientras burla incansablemente al comisario Ginko.

## Personajes
- Diabolik, también conocido como el Rey del Crimen: ladrón que roba a los ricos,[2] y planea sofisticados crímenes y robos junto a su esposa Eva Kant; se burla de la policía comandada por el inspector Ginko.

- Eva Kant: mujer de Diabolik; se burla con él de la policía; Eva ayuda a su marido a planear los robos, y ambos están enamorados, aunque Diabolik conozca a muchas mujeres durante sus aventuras.[2]

- Ginko: inspector de policía que intenta arrestar a Diabolik, pero nunca lo logra;[2] Siempre llega tarde al lugar del crimen.